# Rossville (Tennessee)
Rossville – miasto w Stanach Zjednoczonych, w stanie Tennessee, w hrabstwie Fayette.